# Jiná žena
Jiná žena (v anglickém originále Another Woman) je americký film z roku 1988, který natočil režisér Woody Allen podle vlastního scénáře. Pojednává o Marion Post (Gena Rowlands), profesorce filozofie, která se snaží pracovat na své nové knize. Ve vedlejším bytě se nachází ordinace psychologa a ona přes stěnu slyší jeho pacienty, obzvlášť ženu jménem Hope (Mia Farrowová). Film byl do značné míry inspirován tvorbou Ingmara Bergmana, hlavně snímkem Lesní jahody (1957). Coby kameraman se na filmu podílel Sven Nykvist, který s Bergmanem spolupracoval.